# جورج ألبرشت هامبورغر
جورج ألبرشت هامبورغر (بالألمانية: Georg Albrecht Hamberger) (و. 1662 – 1716 م) هو رياضياتي، وفيزيائي، وأستاذ جامعي 
توفي في ينا ، عن عمر يناهز 54 عاماً.